# Antríbids
Els antríbids (Anthribidae) són una família de coleòpters polífags de la superfamília dels curculionoïdeus, també coneguts com a morruts o corcs dels fongs; es coneixen 372 gèneres i unes 3900 espècies.

## Característiques
El rostre és més gruixut que en la majoria dels veritables morruts. Les antenes no estan doblegades, poden ser ocasionalment més llargues que el cos i filiformes, i solen ser les més llargues que en qualsevol altra Curculionoidea. Com en els Nemonychidae, el labre apareix com un segment separat del clípeus, i els palps maxil·lars són llargs i projectats.

## Història natural
La majoria dels Anthribidae s'alimenten de fongs o matèria vegetal en descomposició, i les larves s'alimenten dintre de fusta morta. Algunes espècies de Choraginae s'alimenten de llavors, mentre que com alguna cosa inusual, Anthribus s'alimenta d'homòpters escamosos tous (Cossidae).

## Gèneres
- Acanthopygus
- Acanthothorax
- Acarodes
- Acaromimus
- Achoragus
- Acorynus
- Adoxastia
- Aethessa
- Afrocedus
- Allandrus
- Alloderes
- Alloplius
- Alloschema
- Alticopus
- Altipectus
- Ambonoderes
- Amecus
- Anacerastes
- Analotes
- Anaulodes
- Ancylotropis
- Androceras
- Anhelita
- Anthrenosoma
- Anthribidus
- Anthribulus
- Anthribus
- Anthrimecus
- Antioxenus
- Apatenia
- Apinotropis
- Apolecta
- Apolectella
- Arachnocaulus
- Araecerus
- Araeocerodes
- Araeocerus
- Araeocorynus
- Araeoderes
- Arecopais
- Asemorhinus
- Astianus
- Atinellia
- Atophoderes
- Atoporhis
- Aulodina
- Autotropis
- Balanodes
- Barra
- Barridia
- Baseocolpus
- Basidissus
- Basitropis
- Batyrhinius
- Blaberops
- Blaberus
- Blabirhinus
- Botriessa
- Brachetrus
- Brachylaenus
- Brachytarsoides
- Brachytarsus
- Brevibarra
- Bruchela
- Bythoprotus
- Caccorhinus
- Cacephatus
- Callanthribus
- Caranistes
- Catephina
- Cedus
- Cenchromorphus
- Cerambyrhynchus
- Cercomorphus
- Chirotenon
- Choragus
- Cisanthribus
- Cleorisintor
- Cleranthribus
- Commista
- Contexta
- Cornipila
- Corrhecerus
- Corynaecia
- Cratoparis
- Cybosoma
- Cylindroides
- Dasycorynus
- Dasyrhopala
- Decataphanes
- Dendropemon
- Dendrotrogus
- Derisemias
- Derographium
- Deropygus
- Deuterocrates
- Diastatotropis
- Dinema
- Dinephrius
- Dinocentrus
- Dinomelaena
- Dinosaphis
- Directarius
- Discotenes
- Disphaerona
- Dissoleucas
- Doeothena
- Dolichocera
- Domoptolis
- Doticus
- Dysnocryptus
- Dysnos
- Ecelonerus
- Echotropis
- Ecprepia
- Ectatotarsus
- Eczesaris
- Enedreutes
- Enedreytes
- Ennadius
- Enspondus
- Entaphioides
- Entromus
- Eothaumas
- Epargemus
- Epicerastes
- Epidysnos
- Epitaphius
- Erotylopsis
- Esocus
- Ethneca
- Etnalis
- Euciodes
- Eucloeus
- Eucorynus
- Eucyclotropis
- Eugigas
- Eugonissus
- Eugonodes
- Eugonops
- Eugonus
- Eupanteos
- Euparius
- Euphloeobius
- Eurymycter
- Eusintor
- Eusphyrus
- Euxenus
- Euxuthus
- Exechesops
- Exechontis
- Exillis
- Exurodon
- Genethila
- Gibber
- Gnoticarina
- Gomphides
- Goniocloeus
- Gonotropis
- Griburiosoma
- Gulamentus
- Gymnognathus
- Gynandrocerus
- Habrissus
- Hadromerina
- Heniocera
- Hiera
- Holophloeus
- Holostilpna
- Homocloeus
- Homoeodera
- Hormiscops
- Hucus
- Hybosternus
- Hylopemon
- Hypselotropis
- Hypseus
- Icospermus
- Idiopus
- Illis
- Ischnocerus
- Jordanthribus
- Lagopezus
- Lemuricedus
- Limiophaula
- Litocerus
- Litotropis
- Macrocephalus
- Mallorrhynchus
- Mauia
- Mecocerina
- Mecocerus
- Meconemus
- Mecotarsus
- Mecotropis
- Meganthribus
- Megatermis
- Melanopsacus
- Mentanus
- Merarius
- Meriolus
- Mesidiotropis
- Messalius
- Misthosima
- Misthosimella
- Monocloeus
- Monosirhapis
- Morphocera
- Mucronianus
- Mycteis
- Mylascopus
- Nausicus
- Neanthribus
- Nemotrichus
- Nerthomma
- Neseonos
- Nesidobius
- Nessiabrissus
- Nessiara
- Nessiaropsis
- Nessiodocus
- Nistacares
- Notiana
- Notoecia
- Noxius
- Opisolia
- Ormiscus
- Orthotropis
- Oxyconus
- Oxyderes
- Ozotomerus
- Palazia
- Panastius
- Pantorhaenas
- Parablops
- Paramesus
- Paranthribus
- Paraphloeobius
- Parexillis
- Paropus
- Penestica
- Peribathys
- Phaenithon
- Phaenotherion
- Phaenotheriopsis
- Phaeochrotes
- Phaulimia
- Phides
- Phloeobiopsis
- Phloeobius
- Phloeomimus
- Phloeopemon
- Phloeophilus
- Phloeops
- Phloeotragus
- Phoenicobiella
- Phrynoidius
- Physopterus
- Piezobarra
- Piezocorynus
- Piezonemus
- Pioenia
- Platyrhinus
- Platystomos
- Plesiobasis
- Plintheria
- Polycorynus
- Proscopus
- Protaedus
- Protomerus
- Prototropis
- Pseudeuparius
- Pseudocedus
- Pseudochoragus
- Ptychoderes
- Rawasia
- Rhaphitropis
- Rhinobrachys
- Rhinotropis
- Scirtetinus
- Scymnopis
- Sintor
- Sintorops
- Sphinctotropis
- Stenocerus
- Stenorhis
- Stiboderes
- Strabops
- Straboscopus
- Streneoderma
- Sympaector
- Syntophoderes
- Systaltocerus
- Talpella
- Taphrodes
- Tapinidius
- Telala
- Telphes
- Tetragonopterus
- Tophoderes
- Toxonotus
- Trachycyphus
- Trachytropis
- Tribotropis
- Tropideres
- Tropiderinus
- Tropidobasis
- Ulorhinus
- Uncifer
- Urodon
- Uterosomus
- Valenfriesia
- Vitalis
- Xenanthribus
- Xenocerus
- Xenognathus
- Xenopternis
- Xenorchestes
- Xenotropis
- Xylinada
- Xylinades
- Xylopoemon
- Xynotropis
- Zopyrinus
- Zygaenodes